# 松本慶蔵
松本 慶蔵（まつもと けいぞう、1929年1月15日 - 2023年10月2日）は、日本の医学者であり、感染症学・熱帯医学の専門家。長崎大学熱帯医学研究所名誉教授であり、長崎大学医学部附属病院の熱研内科科長も務めた。特に呼吸器感染症や結核の研究において多大な貢献を果たし、日本の熱帯医学発展に寄与した。1991年に紫綬褒章を受章。

## 来歴
1929年（昭和4年）、宮城県志田郡松山町（現・大崎市）に生まれる。戦時中は海軍兵学校に入り、長崎県佐世保の針尾島にいた。戦後、1947年（昭和22年）に旧制古川中学校（宮城県古川高等学校）卒業。第二高等学校を経て東北大学医学部に進学し、東北大学医学部大学院内科系を修了した。その後は同大学第一内科学教室で研究を開始した。当時、日本は戦後復興の最中であり、医学分野でも感染症対策が大きな課題となっていた。特に結核は「国民病」とも呼ばれるほどの蔓延状況にあり、治療法の確立が急務とされていた。そのような時代背景のもと、松本は結核や熱帯病といった感染症研究に傾倒していった。

### 長崎大学時代と熱帯医学研究
1974年（昭和49年）、長崎大学熱帯医学研究所の教授に就任し、臨床部門（現在の臨床感染症学分野）を率いることとなる。また、長崎大学医学部附属病院の熱研内科科長を兼任し、教育・診療・研究の三本柱を推進した。熱帯医学研究所は、日本国内でも数少ない熱帯病研究の拠点であり、戦前からの伝統を引き継ぎながら、特に東南アジアを中心とした国際的な医療協力を行ってきた、松本は、熱帯地域における感染症の臨床研究を主導し、特に結核、肺炎、レジオネラ症などの呼吸器感染症の診断・治療法の確立に貢献した。

### 研究分野と業績
呼吸器感染症における診断技術の向上や新たな治療戦略の開発に尽力した。特に、結核菌や非結核性抗酸菌症（NTM）の研究では、日本国内外の学術界に大きな影響を与えた。また、熱帯病に関する臨床研究にも取り組み、長崎大学が東南アジア各国と共同で進める研究プロジェクトにも深く関与した。これにより、マラリアやデング熱、レプトスピラ症などの感染症に関する知見の蓄積が進み、日本の熱帯医学の発展に寄与した。

### 受賞と晩年
1991年（平成3年）、感染症研究への貢献が認められ、紫綬褒章を受章。1994年（平成6年）退官後は長崎大学名誉教授の称号を授与され、学術活動を続けた。晩年は後進の指導にも力を注ぎ、日本国内外の若手研究者を育成することに尽力した。2023年10月2日、94歳で逝去。

## 受賞・叙位・叙勲
- 1991年 紫綬褒章
- 2000年 勲三等旭日中綬章
- 2005年 第一回ヘルシー・ソサエティ賞
- 2023年 従四位